# Френсіс Роуз
Френсіс Роуз (29 вересня 1921 — 15 липня 2006) — британський ботанік та захисник природи. Він був автором, дослідником та педагогом. У сфері його екологічних інтересів були мохоподібні, гриби, вищі рослини, фітоценоз та рідколісся.
Роуз народився у південному Лондоні. Він вивчав природничі науки у Коледжі мистецтв в Челсі та англ. Queen Mary College Лондонського університету, який закінчив із ступенем в області ботаніки. Він отримав PhD в 1953 році, вивчаючи структуру і екологію британських рівнинних боліт.
З 1949 викладав у Бедфорд коледжі та інших коледжах Лондона. У 1964 році він отримав посаду старшого викладача географічного факультету Королівського коледжу Лондона.
Одружився в 1943 році, дружина Поліна, мав троє синів і дочку.
Роуз був нагороджений Орденом Британської імперії. Помер у 2006 році у Ліссі у Гемпширі.

## Публікації
- The Wild Flower Key — How to identify wild plants, trees and shrubs in Britain and Ireland, 1981. Revised by Clare O'Reilly, 2006. Frederick Warne. ISBN 0-7232-5175-4.
- Colour Identification Guide to the Grasses, Sedges, Rushes and Ferns of the British Isles and North Western Europe, 1989. Viking. ISBN 0-670-80688-9.
- The Flora of Hampshire, 1996. Co-authored with Richard Mabey, Lady Anne Brewis and Paul Bowman. Harley Books. ISBN 0-946589-34-8.
- Rose, Francis; P. Wolseley (1984). Nettlecombe Park: Its History and Its Epiphytic Lichens - An Attempt at Correlation. Field Studies Council. ISBN 1-85153-165-3.
- The Observer's book of Grassse Sedges and Rushes, 1974. Frederick Warne & Co. Ltd